# François de Geronimo

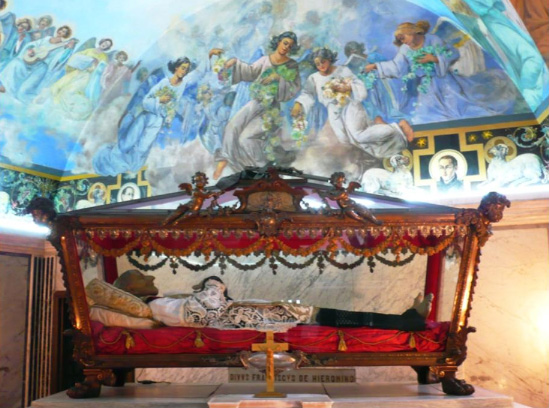
Châsse du saint dans l'église de Grottaglie

François de Geronimo, né à Grottaglie (Italie) le 17 décembre 1642 et mort  à  Naples (Italie) le 11 mai 1716, est un prêtre jésuite italien missionnaire dans les villes et villages d'Italie du Sud et reconnu saint par l'Église catholique. Il est l'auteur du Dio vi Salvi Regina qui fut adopté comme hymne national par la Corse. Liturgiquement il est commémoré le 11 mai.

## Biographie

### Formation et premières années
Aîné de onze enfants, François naît à Grottaglie le 17 décembre 1642 et reçoit sa première éducation dans sa ville natale. À onze ans, il vit auprès des pères théatins où, y rendant des services comme sacristain, il peut poursuivre des études. Il accompagne également les pères comme catéchiste lors de leurs tournées missionnaires dans les campagnes. En 1659, sur recommandation des théatins il est admis au collège jésuite de Tarente où il suit le cours de lettres classiques et de philosophie. En 1665, il est à Naples pour des études de droit civil et droit canon. Le diplôme « In utroque iure » lui permet d'envisager une carrière ecclésiastique confortable.
Le 20 mars 1666, François de Geronimo est ordonné prêtre à Pouzzoles pour le clergé séculier. Son premier poste l'envoie à Naples comme préfet au collège jésuite pour les jeunes nobles. En contact quotidien avec les jésuites, il en apprécie le mode de vie et le travail apostolique et demande à être reçu dans la Compagnie de Jésus. Il commence son noviciat le 1er juillet 1670.

### La «mission de Naples»
Dès l'année suivante, avant même la fin du noviciat, Geronimo est envoyé à Lecce et pendant trois ans (1671 à 1674) accompagne un missionnaire des campagnes de la région donnant retraites et missions populaires dans les Pouilles et les Abruzzes. Le dernier examen récapitulatif de théologie terminé il est assigné à la mission de Naples. Geronimo y passera les quarante années de sa vie active.
Durant cette seconde moitié du XVIIe siècle, la situation socio-religieuse de la plus grande ville du Midi de l'Italie est désastreuse. Il y a d'une part, la splendeur majestueuse de ses palais et églises de la Renaissance et de l'époque baroque. Il y a, de l'autre, la misère et la saleté des ruelles étroites, malsaines et sans lumière des quartiers où vit la majorité de la population.
Directeur de la congrégation mariale des artisans, il s'en fait ses collaborateurs dans son apostolat, ses « missions » et ses œuvres de charité dans la ville. Les dimanches et jours fériés, François de Geronimo prêche sur les places publiques, plutôt que dans les églises. Deux fois par semaine, il fait la même chose dans les faubourgs. Il encourage la communion mensuelle précédée du sacrement de la confession.
Proche du peuple, des plus pauvres et des démunis, il visite les esclaves et criminels enchaînés des galères jetant l'ancre dans le port de Naples. Aucun pécheur n'est exclu de l'amour miséricordieux de Dieu. Aussi n'hésite-t-il pas, accompagné de ses congrégationnistes, à visiter les quartiers malfamés et les plus dangereux de Naples, pour y prêcher l'amour de Dieu et son pardon. Il obtient de nombreuses conversions : beaucoup reviennent à une vie honnête. De jour — ou même de nuit si nécessaire — il visite les malades et mourants, les bénissant avec des reliques du thaumaturge saint Cyr, auquel apparemment il vouait une grande dévotion. Des miracles se produisent, qu'il attribue au saint.

### Incompréhension et humiliation
Durant six ans, de 1682 à 1688, François de Geronimo rencontre un grand succès dans son apostolat. Cela occasionne des jalousies parmi certains ecclésiastiques qui insinuent auprès de l'archevêque qu'il est inconvenant que celui qui donne des retraites au clergé et à des vierges consacrées, fréquente aussi familièrement la pègre de la ville. Influencé, l'archevêque oblige le Père de Geronimo à limiter son apostolat aux murs de l'église du Gesù Nuovo de Naples qui dépend de la Compagnie de Jésus où il réside. Il passe alors de nombreuses heures dans son confessionnal où les pénitents affluent. L'évêque reconnaît son erreur de jugement et s'excuse.
D'autres désagréments et incompréhensions lui viennent ensuite de son supérieur religieux qui, estime ses absences trop fréquentes, lui impose de demander une permission particulière pour toute sortie de la maison. Le Père de Geronimo s'exécute : la permission lui est souvent refusée... Saint François de Geronimo vit ces humiliations sans céder au découragement. Au contraire, il considère ces années (1688 à 1694) comme « période de croissance spirituelle ». En 1694, le provincial reconnaît son erreur et le Père de Geronimo retrouve sa liberté pastorale.

### Missions hors de Naples
En 1702, on demande au Père de Geronimo de consacrer une partie de son temps à organiser des missions rurales hors de la ville de Naples. Désormais, il est six mois à Naples et six mois en tournée missionnaire dans les villes et villages d'Italie du Sud. Il est célèbre dans tout le royaume de Naples et est considéré comme excellent prédicateur, non pas tellement comme « orateur sacré », mais plutôt comme celui que par sa parole touche les cœurs. Il donne une dernière mission en 1715 et son dernier « sermon du troisième dimanche », en mars 1716.

### Mort et canonisation
Frappé de pleurésie, François de Geronimo s'éteint à 74 ans, le 11 mai 1716 dans la résidence jésuite de Naples. Il est enterré dans la crypte du Gesù Nuovo de Naples. Le dimanche qui suit sa mort 42 000 personnes participent à la messe.
Il est béatifié le 2 mai 1806 par Pie VII comme jésuite (La Compagnie de Jésus n'existe plus en 1806 à la suite de sa suppression en 1773) et canonisé par Grégoire XVI le 26 mai 1839 en même temps que Alphonse de Liguori et Jean-Joseph de la Croix. Il est vénéré dans une église de Grottaglie qui lui est dédiée. Liturgiquement saint François de Geronimo est commémoré le 11 mai.

## Source
- (en) Joseph N. Tylenda : Jesuit Saints and Martyrs, Chicago, Loyola University Press, 1984, p. 130-133.